# Directional Movement Index
Pour les articles homonymes, voir DMI.
Le Directional Movement Index (DMI) est un ensemble d'indicateurs boursiers, dont l'ADX ("Average Directional movement indeX" ou "index du mouvement directionnel moyen" en français), qui renseignent sur la force d'une tendance (haussière ou baissière). Le DMI est très largement utilisé en analyse technique ; il est proposé en standard parmi de nombreux autres indicateurs, dans beaucoup de plateformes d'analyse technique. Il a été développé en 1978 par J. Welles Wilder (en).
Ce n'est pas un indicateur avancé, en effet étant basé sur des moyennes, il est en retard sur les évolutions du marché. 

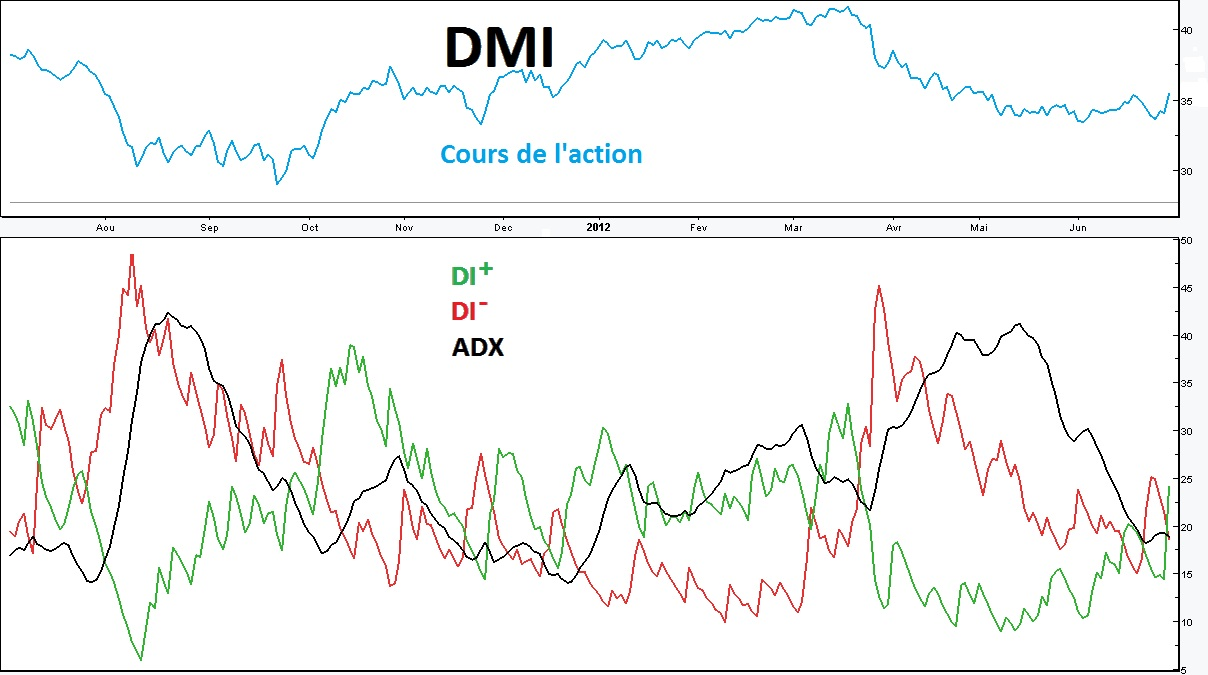
Exemple de calcul de DMI sur une action.

## Formules de base
Les formules se calculent sur une période donnée, nommée  {\displaystyle n} .
La période {\displaystyle n} est habituellement de 14 jours selon les préconisations de l'inventeur.
Le premier indicateur {\displaystyle DI_{n}^{+}} accumule les hausses. 
{\displaystyle DI_{n}^{+}={\frac {{\textit {MoyenneMobileExponentielle}}(DM_{t}^{+},n)}{ATR_{t},n}}}
Le second {\displaystyle DI_{n}^{-}}  accumule les baisses.
{\displaystyle DI_{n}^{-}={\frac {{\textit {MoyenneMobileExponentielle}}(DM_{t}^{-},n)}{ATR_{t},n}}}
avec
{\displaystyle DM_{t}^{+}=\left\{{\begin{matrix}M_{t}^{+},&\mathrm {si} \ M_{t}^{+}>M_{t}^{-}\ {\textit {et}}\ M_{t}^{+}>0\\0,&\mathrm {si} \ M_{t}^{+}<M_{t}^{-}\ {\textit {ou}}\ +M_{t}^{+}<0\end{matrix}}\right.}
{\displaystyle DM_{t}^{-}=\left\{{\begin{matrix}0,&\mathrm {si} \ M_{t}^{-}<M_{t}^{+}\ {\textit {ou}}\ M_{t}^{-}<0\\M_{t}^{-},&\mathrm {si} \ M_{t}^{-}>M_{t}^{+}\ {\textit {et}}\ M_{t}^{-}>0\end{matrix}}\right.}

où
{\displaystyle M_{t}^{+}={\textit {PlusHaut}}_{t}-{\textit {PlusHaut}}_{t-1},}
{\displaystyle M_{t}^{-}={\textit {PlusBas}}_{t-1}-{\textit {PlusBas}}_{t},}

et où la volatilité de la séance {\displaystyle TR_{t}} (True range), le maxima de la valeur absolue des différences entre cours:
et 

Enfin, le troisième indicateur {\displaystyle DXI_{n}} donne la force du signal. 
C'est un oscillateur borné de 0 à 100 qui ne donne pas la direction du mouvement des prix mais la force de la tendance.
{\displaystyle DXI_{n}=100.{\frac {|DI_{n}^{+}-DI_{n}^{-}|}{DI_{n}^{+}+DI_{n}^{-}}}}

La puissance du signal {\displaystyle ADX_{n}} (Average Directional indeX) est donné par moyenne mobile exponentielle sur {\displaystyle n} :
{\displaystyle {\textit {ADX}}_{n}={\textit {MoyenneMobileExponentielle}}(DXI_{n},m).}

Pour cette {\displaystyle MoyenneMobileExponentielle}, la variable {\displaystyle m} = 100.

## Interprétation
L'ADX ne donne pas la tendance mais sa force. Il faut que la tendance soit établie à la hausse par {\displaystyle DI^{+}} ou à la baisse par {\displaystyle DI^{-}} et que le signal de force ADX confirme ce mouvement en progressant lui-même. 
Habituellement un ADX en dessous de 20, indique une faible tendance.
Au-dessus de 40, la tendance est forte.
Au-dessus de 50, la tendance est considérée comme très forte.
Au-dessus de 70, la tendance est trop forte, un ralentissement est à anticiper.
Le "Directional Movement Index" ne peut être utilisé comme seul signal d'achat ou de vente et il peut parfaitement s'accorder avec le RSI.